# Andrzej Nartowski
André Jean Nartowski né Andrzej Janusz Nartowski le 14 novembre 1931, à Kalisz en Pologne et décédé le 3 septembre 2003 à Orsay, est un joueur polonais de basket-ball.

## Palmarès
- Finaliste du championnat d'Europe 1963
- Coupe de Pologne 1956, 1958